# Langast
Langast (bret. Lanwal) – miejscowość i dawna gmina we Francji, w regionie Bretania, w departamencie Côtes-d’Armor. W 2013 roku populacja ówczesnej gminy wynosiła 646 mieszkańców. 
W dniu 1 stycznia 2019 roku z połączenia dwóch ówczesnych gmin – Plouguenast oraz Langast – powstała nowa gmina Plouguenast-Langast. Siedzibą gminy została miejscowość Plouguenast. 